# Laurie Collyer
Laurie Collyer (Mountainside, Nueva Jersey, 1967 ) es una directora de cine y guionista estadounidense, conocida internacionalmente por películas como SherryBaby o Sunlight Jr.

## Biografía
Laurie Collyer nació en Mountainside, Nueva Jersey en 1967. Se graduó en el Oberlin College en Ohio y asistió a la NYU Film School, donde ella misma financió algunas películas de estudiantes. Sus inicios la industria del cine fueron a mediados de la década de 1990 como supervisora de guion y asistente de dirección, antes de asumir la producción y dirección del documental Nuyorican Dream. El trabajo de dirección de Nuyorican Dream se ha mostrado en numerosos festivales de cine y ha sido nominado a varios premios, incluida la producción de Collyer recibió nominaciones en el Festival de Cine de Sundance en el 2000, el Directors Guild of America y en 2001 en los Premios ALMA. Laurie Collyer también ganó los premios a la Mejor Directora en el Festival Internacional de Nuevo Cine Latinoamericano de La Habana, el Cinéma du Réel de París y el L.A. Outfest, donde recibió el Premio del Público en la categoría de Mejor Documental.
En 2006 estrenó la película SherryBaby con Maggie Gyllenhaal en el papel principal. La película y la dirección fueron nuevamente nominadas para numerosos premios de festivales, incluida la nominación de Maggie Gyllenhaal en 2007 como mejor actriz para el Golden Globe Award.
En 2013, Laurie Collyer escribió el guion de Sunlight Jr. y también lo dirigió. La película, con Norman Reedus, Naomi Watts y Matt Dillon, fue nominada en los premios Women Film Critics Circle Awards y en el Tribeca Film Festival ese mismo año.
En 2018 fue nombrada miembro de la Academia de Artes y Ciencias Cinematográficas, que otorga los Premios Óscar cada año.

## Premios
- 2000: Galardonada en L.A. Outfest con el Premio del Público en la categoría de Largometraje Documental Destacado por el documental Nuyorican Dream
- 2000: Nominada en el Festival de Cine de Sundance al Gran Premio del Jurado en la categoría Documental por la película Nuyorican Dream
- 2006: Nominada en el Festival de Cine de Sundance al Gran Premio del Jurado en la categoría Dramática por la película SherryBaby
- 2006: Premiado en el Festival de Cine de Deauville en la categoría de Mejor Guion por la película SherryBaby
- 2006: Galardonada en el Festival Internacional de Cine de Estocolmo con el Caballo de Bronce por la película SherryBaby
- 2006: Galardonada en el Festival Internacional de Cine de Karlovy Vary con el Globo de Cristal por la película SherryBaby
- 2013: Nominada en el Festival de Cine de Tribeca en la categoría Mejor Largometraje Narrativo por la película Sunlight Jr.

## Filmografía (selección)

### Como directora
- 2000: Nuyorican Dream (documental)
- 2006: SherryBaby
- 2013: Sunlight Jr.
- 2015: La vida secreta de Marilyn Monroe (miniserie de TV, 2 episodios)[7]
- 2018: Permiso
- 2019-2020: Billions (serie de TV, 2 episodios)
- 2020: Ley y orden: Unidad de víctimas especiales (serie de televisión, 1 episodio)

### Como guionista
- 2006: SherryBaby
- 2013: Sunlight Jr.

### Como productora
- 2000: Nuyorican Dream (documental)

### Literatura
- Laurie Collyer. Documental internacional: The Newsletter of the International Documentary Association, Volumen 20., International Documentary Association, 2001, p. 46